# Muhammad Asad Malik
Muhammad Asad Malik (30 de octubre de 1941 – 27 de julio de 2020) fue un jugador de hockey hierba pakistaní. Ganó la medalla de plata en los Juegos Olímpicos de Tokio 1964 y Múnich 1972, oro en los México 1968.

## Muerte
Malik murió el 27 de julio de 2020 a los 78 años en un accidente de coche.